# Riccardo III (Canepa)
Riccardo III è la terza opera lirica scritta dal compositore sassarese Luigi Canepa nel 1879.
| Personaggio                      | Interprete           |
| -------------------------------- | -------------------- |
| Riccardo terzo, re               | Lodovico Buti        |
| Rismondo, principe               | Francesco De Angelis |
| Scroop (Raoul di Fulckes)        | Davide Majocchi      |
| Rutlando, confidente di Riccardo | Giuseppe Ceresa      |
| Elisabetta, regina madre         | Emilia Maggi Trapani |
| Elisabetta, di lei figlia        | Francesca Prevost    |

## Struttura dell'opera
- Preludio

### Atto I
- Come altrove risplendente (Coro, Riccardo)
- Da me lontano fugge impaurita (Riccardo)
- Elisabetta?, io l'amo (Riccardo, Rutlando)
- Come da fulgore restò colpito (Riccardo, Rutlando)
- Sorge più bello e nitido (Coro, Rutlando, Scroop)
- Alfin son penetrato (Scroop)
- Chi sei? - Scroop l'armajuolo (Riccardo, Scroop, Coro)
- Ringrazio di tutto cuore il re (Riccardo, Scroop, Coro)

### Atto II
- In Londra son; deve ignorarlo ognuno - Io lo vedrò (Elisabetta)
- Figlia... Madre.... - Sarem due fonti placide (Regina, Elisabetta)
- Chi s'avanza? (Regina, Elisabetta, Riccardo)
- Per questo che dal ciglio - (Regina, Riccardo)
- Alfin vi premo, o sospirate sponde - Ormai sett'anni scorsero (Rismondo)
- Se non giungesse? - Ti stringo al seno (Rismondo, Elisabetta)
- Mio Rismondo, le rupi ed i monti - Avrai d'effluvi arabici (Elisabetta, Rismondo)
- Deh fuggi, t'invola - Il suo male repentino non vi dia tanto timor (Scroop, Rismondo, Elisabetta, Riccardo, Regina, Rutlando, Coro)

### Atto III
- Viva la birra (Coro)
- Colla presta veliera - La mano barbara (Scroop, Coro)
- È giunto o figlio d'Anglia - Siam figli d'Inghilterra (Scroop, Coro)
- Amico, ebben? - Ciel pietoso (Rismondo, Scroop)
- Intermezzo
- Danziam, danziam, che l'ore volano - Intesi io ben? (Coro, Riccardo, Rutlando, Regina, Elisabetta)
- Tu sei fiore intemerato (Coro, Elisabetta, Regina, Riccardo, Scroop)
- Era Lidia di madre amorosa (Scroop, Riccardo, Coro)
- A me la tazza aurata - Nappo che nascondi (Elisabetta, Regina, Riccardo, Rutlando, Scroop, Coro)

### Atto IV
- Intermezzo - Battaglia
- Era una mammola - Ma passò la buffera nera (Coro di Ancelle)
- Del fatale licore ormai cessata - Oh Signore, a me togliesti (Regina)
- O madre mia! È nostra la vittoria (Rismondo, Regina)
- Qual luce! - Estinta già parevami (Elisabetta)
- Siamo figli d'Inghilterra (Coro di Soldati)
- Amico generoso (Regina, Scroop, Rismondo, Coro)
- Io vivo ancor codardi (Riccardo, Regina, Scroop, Rismondo, Coro)

## Incisioni discografiche
Esiste una registrazione dal vivo di Riccardo III di Canepa al Teatro Verdi di Sassari il 14 dicembre.
| Anno | Cast (Riccardo III, Elisabetta, Regina, Rismundo, Scroop, Rutlando)                                          | Direttore        |
| ---- | --- | ---------------- |
| 1962 | Nicola Rossi-Lemeni, Antonietta Pastori, Lucilla Udovich, Franco Bonisolli, Walter Alberti, Tommaso Frascati | Nino Bonavolontà |